# U-532
 U-532  — немецкая подводная лодка типа IXC/40, времён Второй мировой войны.
Заказ на постройку субмарины был отдан 15 августа 1940 года. Лодка была заложена на верфи судостроительной компании «Дойче Верфт АГ» в Гамбурге 7 января 1942 года под строительным номером 347, спущена на воду 26 августа 1942 года, 11 ноября 1942 года под командованием фрегаттен-капитана Оттогейнриха Юнкера вошла в состав учебной 4-й флотилии. 1 апреля 1943 года вошла в состав 2-й флотилии. 1 октября 1944 года вошла в состав 33-й флотилии. Лодка совершила 4 боевых похода, потопив 8 судов (46 895 брт) и повредив 2 судна (13 128 брт). 10 мая 1945 года лодка сдалась в Ливерпуле. 9 декабря 1945 года потоплена в районе с координатами 56°08′ с. ш. 10°07′ з. д. торпедой с британской субмарины HMS Tantivy.